# Porta di Chiaia (Nápoly)
A Porta di Chiaia egyike a középkori Nápoly városkapuinak. Ma csak néhány rom utal az egykori építményre. A Piazza Plebiscitót kötötte össze a Via Chiaiaval valamint a tengerparttal. 1700-as években bontották el IV. Ferdinánd parancsára. A kapu helyén épült fel a 19. században Palazzo Sant' Arpino és a Palazzo Ottajano.